# Josep Sol
Josep Sol i Torrents (Lérida, 1843 - 1923) fue un industrial y político de Cataluña, España. De joven fue seguidor de Emilio Castelar en el Partido Republicano Democrático Federal, con el que formó parte de la Coalición Republicana y fue elegido concejal de Lérida en 1891. Pero en 1893 rompió con Castelar y fue elegido alcalde de Lérida entre 1893-1894. Ingresó en el Partido Liberal, con el que fue miembro de la Diputación provincial leridana por el distrito de Seo de Urgel-Sort de 1896 a 1905. En 1895 fundó el diario liberal El Pallaresà y fue elegido diputado al Congreso por el distrito de Balaguer en las elecciones generales de 1905.